# Козомара, Владимир
Владимир Козомара (1 ноября 1922 — 1975) — югославский шахматист, международный мастер (1964).
Многократный участник чемпионатов Югославии.